# Zacharoula Karyami
Zacharoula Karyami (grekiska: Ζαχαρουλα "Ζαρά" Καρυάμη), född den 7 april 1983 i Aten, Grekland, är en grekisk gymnast.
Hon tog OS-brons i rytmisk gymnastik för trupper i samband med de olympiska gymnastiktävlingarna 2000 i Sydney.